# Steinar Ege
Steinar Ege, född 10 april 1972 i Kristiansand, är en norsk tidigare handbollsmålvakt. 

## Klubbkarriär
I Norge spelade Ege för klubbarna Greipstad, Øyestad IF, Kristiansand IF, Stavanger IF och Viking HK. Det är oklart vilka år han representerade dessa klubbar.
Han började proffskarriären utomlands i tyska klubben VfL Gummersbach 1997. 1999 gick han till THW Kiel och därefter tillbaka till Gummersbach. 2002-2003 var Ege en period utlånad från Kiel till det spanska förstaligalaget CBM Galdar. Etter säsongen 2005-2006, flyttade han till danska FC Köpenhamn (FCK). Då FCK lades ned 2010, följde Ege med till efterföljande AG København. Där spelade han till dess att klubben gick i konkurs  2012. Då slutade han spela och har sedan bara gjort en kort comeback 2015 i THW Kiel.

## Landslagskarriär
Ege debuterade i det norska landslaget den 4 mars 1995 mot Azerbajdzjan. Från  22 januari 2011 hade han rekordet i antal landskamper för Norges herrlandslag i handboll efter att han passerade Jan Thomas Lauritzens 254 landskamper. Ege förklarade den 29 december 2011 att hans landslagskarriär var över. Eges rekord på 262 landskamper passerades av Bjarte Myrhol den 3 augusti 2021. Efter att han slutat spela aktivt har han varit målvaktstränare i Norge. I januari 2019 utsågs han av dagstidningen Verdens Gang till Norges tredje bästa herrspelare genom tiderna.